# 朗钦藏布
朗钦藏布（藏語：གླང་ཆེན་གཙང་པོ，威利转写：glang-chen gtsang-po，藏语拼音：Langqên Zangbo），又称象泉河，是印度河主要支流之一的萨特莱杰河上游中國境內河段名稱。朗钦藏布的正源（最遠源流）名為索崗絨曲，其三條主要源流均發源於西藏自治區阿里地區札達縣達巴鄉西蘭塔南部喜馬拉雅山脈北麓的冰川，匯集後稱為索崗絨曲。幹流向北流至故如甲木，與源自岡仁波齊峰附近山區的朗钦藏布會合。幹流大致向西北流，經縣治托林鎮、底雅鄉後，於什布奇附近流出中国进入印度境內，改称为“萨特莱杰河”（Śutudri）。象泉河流域面积22,760平方公里，幹流河长309公里。